# International Token Standardization Association
Die International Token Standardization Association (ITSA) fördert die Entwicklung und Umsetzung umfassender Marktstandards für Blockchain- und DLT-basierte kryptografische Token.
Die ITSA ist ein Verein nach deutschem Recht (International Token Standardization Association e.V.) mit Sitz in Berlin.

Projekte der ITSA:
- ITIN – International Token Identification Number: Die Internationale Token-Identifikationsnummer ist ein offener Marktstandard für die sichere Identifizierung von kryptografischen Token und deren Verwendung in DeFi und NFTs über Blockchains hinweg. Seine Umsetzung wird die Transparenz erhöhen und die operationellen Risiken verringern.
- ITC – International Token Classification: Die Internationale Token-Klassifikation ist ein Rahmen für die Klassifizierung kryptographischer Token nach verschiedenen Dimensionen. Sie wird bereits auf die über 1000 wichtigsten Token angewandt und wird durch die Klassifizierung weiterer Token sowie die Hinzufügung weiterer Dimensionen und Klassen kontinuierlich aktualisiert und erweitert.
- Tokenbase[2] – International Token Database: Die Tokenbase baut auf der ITIN und der ITC auf und wird kontinuierlich erweitert und aktualisiert werden. Sie bietet umfangreiche Zeitreihen für die Analyse der über 1000 wichtigsten Krypto-Token (einschließlich DeFi-Token, NFTs, Stablecoins, DAO-Governance-Token usw.), die bereits durch eine ITIN identifiziert und im ITC klassifiziert wurden.